# Nicola Parravano

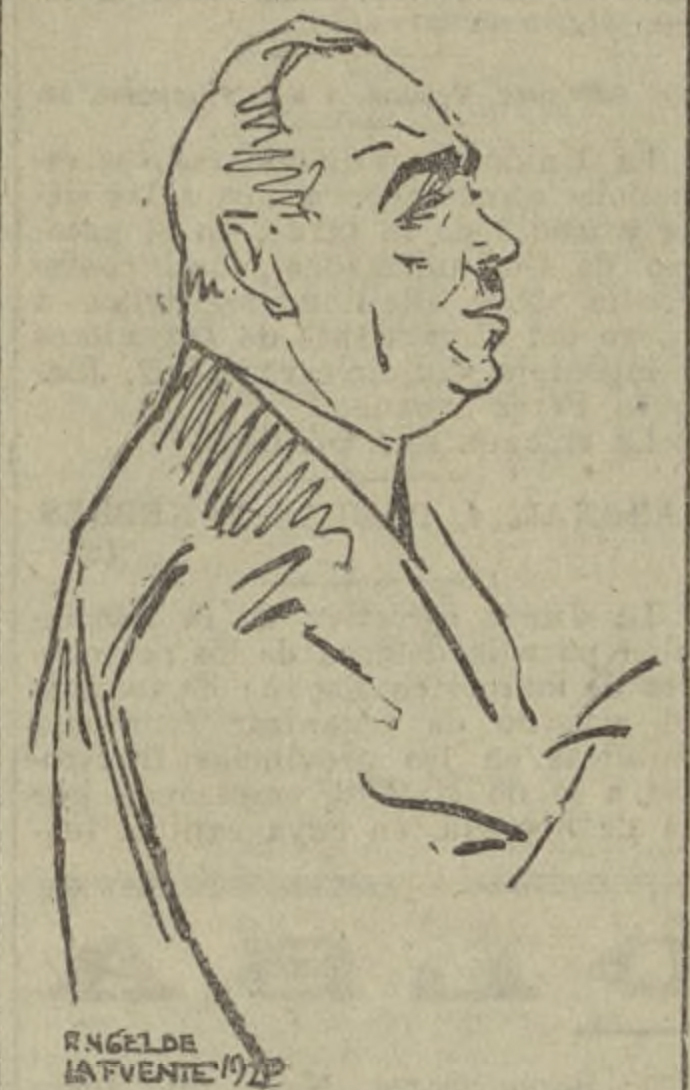
Nicola Parravano

Nicola Parravano, född 1883, död 1938, var en italiensk kemist.
Parravano blev professor i Padua 1913, i Florens 1915 och Rom 1919. Parravano arbetade huvudsakligen med termisk analys av ternära (treställiga) och kvaternära (fyrställiga) legeringar samt av stål och metallsulfider. Han grundade även ett vetenskapligt-tekniskt institut för metallforskning i Milano.